# Zachari Bacharow
Zachari Bacharow (bulg. Захари Бахаров; ur. 12 sierpnia 1980 w Sofii) – bułgarski aktor filmowy.

## Życiorys
Urodził się w Sofii. W 2003 roku ukończył tamtejszą Narodową Akademię Sztuki Teatralnej i Filmowej imienia Krystjo Sarafowa. Tego samego roku zaczął występować w Teatrze Narodowym Iwana Wazowa, grając m.in. w spektaklach Romeo i Julia, Makbet, czy Chyszowe. Pierwszą filmową rolę zagrał w filmie Marines. Główną rolę zagrał w filmie Śmieć reżyserii Jawora Gyrdewa jako Mol. Bacharow jest twarzą reklamy Great Wall Motors.

## Filmografia

### Kino
| Rok  | Tytuł                            | Rola                  |
| ---- | -------------------------------- | --------------------- |
| 2003 | Marines                          | przestępca            |
| 2003 | Air Marshal                      |                       |
| 2004 | Nature Unleashed: Avalanche      | Hans                  |
| 2005 | Locusts: The 8th Plague          | uliczny ksiądz        |
| 2006 | Bunt L.                          | Markucza              |
| 2007 | Into the wild                    |                       |
| 2008 | Wojenny biznes                   |                       |
| 2008 | Śmieć                            | Mol                   |
| 2008 | Train                            | sprzedawca            |
| 2009 | Command Performance              | Michaił Kapista       |
| 2009 | Uniwersalen wojnik: Regeneracija | komandor Topow        |
| 2009 | Double Identity                  | Aleksandyr            |
| 2010 | Kmetyt                           | Bojan Wasilew         |
| 2010 | Styklenata reka                  | proboszcz Metodi      |
| 2010 | Bjagstwoto                       | badacz                |
| 2010 | Caches                           |                       |
| 2011 | Love.net                         | Andrej Bogatew        |
| 2011 | Operacija „Szmenti kapeli“       | tata                  |
| 2012 | El Gringo                        | oficer policyjny      |
| 2014 | Paziteli na nasledstwoto         |                       |
| 2015 | Gra o tron                       | Łoboda                |
| 2017 | Wyzwiszenie                      | Draskow               |
| 2019 | Denjat na basztata               | Dimo                  |
| 2023 | Wojnata na bukwite               | bojar Georgi Sursuwuł |

### Telewizja
| Rok  | Tytuł          | Rola        |
| ---- | -------------- | ----------- |
| 2011 | Pod prikritije | Iwo Andonow |